# Snokar
Snokar (Colubridae) är en familj ormar som har långa, smala kroppar som symmetriskt långsamt avsmalnar, runda ögonpupiller samt smala ovala huvuden. Det är den största ormfamiljen med omkring 1 800 arter, vilket är nära två tredjedelar av världens alla kända ormarter. Snokar förekommer i olika habitat i tempererade, subtropiska och tropiska regioner världen över. De uppehåller sig gärna i närheten av vatten, men det finns också arter som lever i torra områden. De solar sig på sommaren och ömsar skinn.
Det vetenskapliga namnet är bildat av det latinska ordet Coluber som betyder orm.
Arterna förekommer på alla världsdelar med undantag av Antarktis.
Snokar är oftast inte giftiga och ofarliga för människor, men det finns några undantag, däribland arten boomslang och släktet Thelotornis vars bett har orsakat dödsfall eller allvarliga sår hos människor. Snokar är bakgifttandade, det vill säga de har huggtänderna placerade i den bakre delen av käken. De snokar som inte har något gift har andra sätt att övermanna byten, till exempel kan kungssnokar döda bytet genom att slingra sig runt det och krama åt tills bytet kvävs.

## Kännetecken
Hos familjens medlemmar är endast den högra lungflygeln funktional och den vänstra är förminskad. Bäckenet saknas helt. Flera arter har rännor eller rörformiga hål i överkäkens tänder som överför gift från giftkörtlarna.

## Ekologi
Beroende på art lever snokar på marken, i vattnet eller de klättrar på träd. De har olika djur som föda och några arter är specialiserade på vissa djur.

## Systematik
Snokar indelas i flera underfamiljer, där de tre största är Colubrinae, Natricinae och Xendontinae. Familjen har haft en komplicerad systematik och tidvis har mycket olika grupper av ormar placerats i familjen, varför den inte bildat en monofyletisk grupp. Vissa snokars släktskap inbördes och med andra grupper av ormar återstår därför att reda ut.
Underfamiljer enligt Mattison (2015):
- Calamariinae
- Colubrinae
- Grayiinae
- Sibynophiinae

Följande underfamiljer ingår enligt The Reptile Database, de listas av Mattison (2015) som familjer eller de godkänns inte av Mattison:
- Dipsadidae
- Natricinae
- Pseudoxenodontinae

Släkten där tillhörigheten till en underfamilj är oklart enligt Mattison (2015):
- Blythia, ingår enligt The Reptile Database i Natricinae
- Cyclocorus, ingår enligt The Reptile Database i den omstridda familjen Cyclocoridae
- Elapoidis
- Gongylosoma
- Helophis, ingår enligt The Reptile Database i Natricinae
- Myersophis, ingår enligt The Reptile Database i den omstridda familjen Cyclocoridae
- Oreocalamus
- Poecilopholis, ingår enligt The Reptile Database i familjen Atractaspididae
- Rhabdops, ingår enligt The Reptile Database i Natricinae
- Tetralepis

## Släkten
Följande släkten listas av Catalogue of Life under familjen snokar med sammanlagt 1916 arter:
| - Achalinus - Adelophis - Adelphicos - Aeluroglena - Afronatrix - Ahaetulla - Alluaudina - Alsophis - Amastridium - Amphiesma - Amphiesmoides - Amplorhinus - Anoplohydrus - Antillophis - Aplopeltura - Apostolepis - Argyrogena - Arizona - Arrhyton - Aspidura - Asthenodipsas - Atractus - Atretium - Balanophis - Bitia - Blythia - Bogertophis - Boiga - Boiruna - Boomslang - Bothrolycus - Bothrophthalmus - Brachyorrhos - Brygophis - Buhoma - Calamaria - Calamodontophis - Calamorhabdium - Cantoria - Carphophis - Cemophora - Cerberus - Cercaspis - Cercophis - Chamaelycus - Chapinophis - Chersodromus - Chilomeniscus - Chionactis - Chironius - Clelia - Clonophis - Collorhabdium - Coluber - Compsophis - Coniophanes - Conophis - Conopsis - Contia - Coronella - Crisantophis - Crotaphopeltis - Cryophis - Cyclocorus - Cyclophiops | - Darlingtonia - Dasypeltis - Dendrelaphis - Dendrolycus - Dendrophidion - Diadophis - Diaphorolepis - Dinodon - Dipsadoboa - Dipsas - Dipsina - Ditaxodon - Ditypophis - Dolichophis - Drepanoides - Dromicodryas - Dromophis - Drymarchon - Drymobius - Drymoluber - Dryocalamus - Dryophiops - Duberria - Echinanthera - Eirenis - Elachistodon - Elaphe - Elapoidis - Elapomorphus - Elapotinus picteti - Emmochliophis - Enhydris - Enuliophis - Enulius - Hypsiglena slevini - Erpeton - Erythrolamprus - Etheridgeum - Farancia - Ficimia - Fimbrios - Flygormar - Fordonia - Geagras - Geophis - Gerarda - Gomesophis - Gongylosoma - Gonionotophis - Gonyophis - Gonyosoma - Grayia - Gyalopion - Haplocercus - Hapsidophrys - Helicops - Helophis - Hemerophis - Hemirhagerrhis - Hemorrhois - Heteroliodon - Heurnia - Hologerrhum - Homalopsis - Hormonotus - Hydrablabes - Hydraethiops - Hydrodynastes - Hydromorphus - Hydrops - Hypsiglena - Hypsirhynchus | - Ialtris - Iguanognathus - Imantodes - Ithycyphus - Kungssnokar - Lampropeltis extenuata - Lamprophis - Langaha - Leioheterodon - Leptodeira - Leptodrymus - Leptophis - Lepturophis - Limnophis - Liodytes pygaea - Lioheterophis - Liopeltis - Liophidium - Liophis - Liopholidophis - Lycodon - Lycodonomorphus - Lycodryas - Lycognathophis - Lycophidion - Lystrophis - Lytorhynchus - Macrocalamus - Macropisthodon - Macroprotodon - Madagascarophis - Malpolon - Manolepis - Masticophis - Mastigodryas - Mehelya - Meizodon - Micropisthodon - Mimophis - Montaspis - Mullvadssnok - Myersophis - Myron - Natriciteres - Natrix - Nerodia - Ninia - Nothopsis - Oligodon - Omoadiphas - Opheodrys - Opisthotropis - Oreocalamus - Orthriophis - Oxybelis - Oxyrhabdium - Oxyrhopus | - Pantherophis - Parahelicops - Pararhabdophis - Pararhadinaea - Pareas - Phalotris - Philodryas - Philothamnus - Phimophis - Phyllorhynchus - Pilsnokar - Pituophis - Plagiopholis - Platyceps - Pliocercus - Poecilopholis - Prosymna - Psammodynastes - Psammophis - Psammophylax - Pseudablabes - Pseudoboa - Pseudoboodon - Eirenis persicus - Pseudoeryx - Pseudoficimia - Pseudoleptodeira - Pseudorabdion - Pseudotomodon - Pseudoxenodon - Pseudoxyrhopus - Pseustes - Psomophis - Ptyas - Ptychophis - Pythonodipsas - Rabdion - Rachidelus - Regina - Rhabdophis - Rhabdops - Rhadinaea - Rhadinophanes - Rhamnophis - Rhamphiophis - Rhinobothryum - Rhinocheilus - Rhynchocalamus - Gonyosoma boulengeri - Salvadora - Saphenophis - Scaphiodontophis - Scaphiophis - Scolecophis - Senticolis - Sibon - Sibynomorphus - Sibynophis - Simophis - Sinonatrix - Siphlophis - Sonora - Sordellina - Spalerosophis - Spilotes - Stegonotus - Stegsnok - Stenophis - Stenorrhina - Stoliczkia - Storeria - Strumpebandssnokar - Svinsnokar - Symphimus - Sympholis - Synophis | - Tachymenis - Taeniophallus - Tantalophis - Tantilla - Tantillita - Telescopus - Tetralepis - Thamnodynastes - Thamnosophis - Thelotornis - Thermophis - Thrasops - Tomodon - Trachischium - Tretanorhinus - Trimetopon - Trimorphodon - Tropidoclonion - Tropidodipsas - Tropidodryas - Tropidonophis - Umbrivaga - Uromacer - Uromacerina - Urotheca - Virginia - Waglerophis - Xenelaphis - Xenochrophis - Xenodermus - Xenodon - Xenopholis - Xenoxybelis - Xyelodontophis - Xylophis |